# Gilbert de Umfraville, 9. Earl of Angus
Gilbert de Umfraville, 3. Baron Umfraville, 3. Baron Kyme (* 1309 oder 1310; † 6. Januar 1381) war ein englischer Adliger, sowie Prätendent auf den schottischen Titel 9. Earl of Angus.

## Herkunft und Erbe
Gilbert de Umfraville entstammte der englisch-schottischen Familie Umfraville. Er war der älteste Sohn von Robert de Umfraville, 8. Earl of Angus und von dessen ersten Frau Lucy Kyme. Sein Vater hatte während des Ersten Schottischen Unabhängigkeitskriegs den englischen König Eduard II. unterstützt. Deshalb hatte der schottische König Robert I. die Besitzungen der Familie Umfraville in Schottland beschlagnahmt und den Titel Earl of Angus für verwirkt erklärt. Beim Tod seines Vaters Anfang 1325 war Gilbert noch minderjährig, als er zum Erben der umfangreichen nordenglischen Besitzungen der Familie wurde. Nachdem er volljährig geworden war, wurde er ab 1332 als Baron Umfraville zu den englischen Parlamenten geladen und der Höflichkeit halber als Earl of Angus bezeichnet. Der schottische König vergab 1329 den Titel Earl of Angus an John Stewart neu.

## Rolle im Zweiten Schottischen Unabhängigkeitskrieg
Umfraville galt aufgrund seiner Ansprüche auf sein schottisches Erbe als einer der Enterbten. 1331 gehörte er zu den Enterbten, die Edward Balliol, den Sohn des 1296 abgesetzten schottischen Königs John Balliol aus dem französischen Exil nach England geleiteten. Balliol wurde nun Führer der Enterbten, die eine Invasion Schottlands planten. Um seine Teilnahme an dem Feldzug zu finanzieren, verkaufte oder verpfändete Umfraville seine Besitzungen in Northumberland. Er gehörte dem kleinen Heer der Enterbten an, das im August 1332 in Schottland landete, womit der Zweite Schottische Unabhängigkeitskrieg begann. Kurz nach ihrer Landung konnten die Enterbten ein schottisches Heer in der Schlacht von Dupplin Moor besiegen. Balliol ließ sich daraufhin zum schottischen König krönen, doch bereits im Dezember 1332 mussten er und die Enterbten vor einem schottischen Aufstand zurück nach England fliehen. Der englische König Eduard III. unterstützte nun offen die Ansprüche Balliols, worauf auch Umfraville und weitere der Enterbten von ihm finanziell unterstützt wurden. Im Frühjahr 1333 gehörte Umfraville dem Heer an, mit dem Balliol die Grenzstadt Berwick belagerte. Im Winter von 1334 bis 1335 nahm er an dem Feldzug von Eduard III. nach Roxburgh teil, wobei er ein Kontingent von dreißig men-at-arms und achtzig berittenen Bogenschützen führte. Im Sommer 1335 gehörte er dem Heer an, mit dem Edward Balliol entlang der Ostküste Schottlands bis nach Perth vorstieß. Dennoch konnten die Enterbten und der englische König den schottischen Widerstand nicht brechen, und bis 1338 waren Balliol und seine Unterstützer aus fast ganz Schottland vertrieben worden.
Dennoch wurde der Krieg fortgeführt. Umfraville hatte 1338 von seinem Onkel mütterlicherseits William Kyme, 2. Baron Kyme auch den englischen Titel Baron Kyme und dessen Besitzungen in Lincolnshire geerbt. Er gehörte der englischen Armee an, die 1346 in der Schlacht von Neville’s Cross einen schottischen Einfall in England abwehren konnte. Nach diesem Sieg nahm er die Übergabe von Roxburgh Castle durch die schottische Besatzung entgegen. Umfraville benutzte gefälschte Urkunden, in denen der minderjährige schottische König David II. angeblich zugestimmt hatte, dass Schottland ein Lehen des englischen Königs sei. In diesen Urkunden wurde Umfraville nicht nur als Earl of Angus und Lord of Prudhoe, sondern sogar als Marshal von Schottland bezeichnet. In seinen Unternehmungen in Schottland arbeitete Umfraville eng mit Sir Henry Percy zusammen, dem mit der Verteidigung gegen Schottland beauftragten englischen Adligen. 1346 bemängelte Percy in einem Schreiben an den englischen Kanzler John Offord, dass Umfraville nicht mehr als Verteidiger der östlichen Scottish Marches benannt wurde. Ob dieses Fehlen ein Versehen war oder ob Umfraville bei König Eduard III.in Ungnade gefallen war, ist nicht überliefert. Von seinem weiteren Leben ist wenig bekannt. Er wurde bis 1380 zu den englischen Parlamenten geladen.

## Ehen und Erbe
Umfraville war zweimal verheiratet. In erster Ehe hatte er Joan, eine Tochter von Robert de Willoughby, 1. Baron Willoughby de Eresby geheiratet. Mit ihr hatte er drei Söhne, die jedoch alle vorzeitig starben, darunter:
- Robert Umfraville († vor 1368) ⚭ Margaret de Percy

In zweiter Ehe heiratete er vor Oktober 1368 Matilda de Lucy, 5. Baroness Lucy, eine Tochter von Thomas de Lucy, 2. Baron Lucy. Als Erbin ihres Bruders brachte sie die Herrschaft Cockermouth und Ländereien in Cumberland mit in die Ehe. Die Ehe blieb jedoch kinderlos. Ohne überlebende Nachkommen wurde Umfraville 1375 von Henry Percy, 4. Baron Percy überzeugt, ihm einen Großteil seiner Besitzungen, einschließlich Prudhoe Castle zu übergeben bzw. zu verkaufen. In einer Abmachung vererbte er 1375 die Freiheit Redesdale an seine beiden Halbbrüder Robert und Thomas. Seinen verbliebenen Besitz erbte nach seinem Tod seine Nichte Eleanor Tailboys, die Sir Gilbert Burowden geheiratet hatte. Sie erbte auch den Anspruch auf den Titel Baron Kyme, den sie jedoch nicht führten. Umfravilles Witwe Matilda behielt ihr eigenes Erbe Cockermouth und heiratete noch 1381 Henry Percy, der Umfravilles Besitzungen erworben hatte. Umfravilles Halbbruder Robert war vor ihm gestorben, so dass der andere Halbbruder Thomas nun Redesdale erbte. Der Titel   Baron Umfraville war mit Umfravilles Tod erloschen.